# Nan Achnas
Nan Triveni Achnas, née en 1963, est une réalisatrice, une scénariste et une productrice indonésienne, dont plusieurs films ont été primés dans des compétitions cinématographiques internationales.

## Biographie
Née à Singapour, elle grandit à Kuala Lumpur, en  Malaisie. Son père, Naz Achnas, est l'un des premiers réalisateurs en Malaisie. 
Sa première activité professionnelle est d'être journaliste pour le Jakarta Post, et ceci durant les années de dictature Soeharto. Censurée sur un papier, elle s'oriente vers le cinéma, espérant y disposer de plus de libertés, et obtient une maîtrise en études cinématographiques à l'université d'East Anglia en 1996.
À la suite des émeutes de Jakarta de mai 1998, le général Soeharto quitte le pouvoir. L'Indonésie s'oriente vers la démocratie et un espace de liberté s'ouvre pour les réalisateurs. Elle participe  en 1998-1999 à la réalisation d'une œuvre collective, Kuldesak (Cul-de-sac), en collaboration avec les jeunes réalisateurs Mira Lesmana, Riri Riza et Rizal Mantovani. Elle continue ensuite à réaliser seule d'autres films. Parmi ses films les plus remarqués, son œuvre, Pasir Berbisik (Whispering Sands en anglais, Le chuchotement des sables en français) est primé à l'Asia-Pacific Film Festival en 2001, au Festival international du film de Brisbane, et à l'Oslo Films from the South Festival en 2002. Un autre de ses films, The Photograph est primé au Festival international du film de Karlovy Vary et au Golden Horse Film Festival and Awards en 2008.

## Filmographie

### Comme réalisatrice
- Kuldesak (1998), œuvre collective réalisée avec Mira Lesmana, Riri Riza et Rizal Mantovani.
- Pasir Berbisik (Whispering Sands (2001)
- Bendera (2002)
- The Photograph (2007)

### Comme scénariste
- Ceh kucak gayo (1995), documentaire
- Pasir Berbisik (2001)
- The Photograph (2007)
- Khalifah (2011)

### Comme productrice
- Bendera (2002)
- The Photograph (2007)
- Pesantran, 3 doa 3 cinta (2008) réalisé par Nurman Hakim
- Khalifah (2011)